# Fundacja Nie Widzę Problemu
Fundacja Nie widzę Problemu – fundacja wspierająca osoby zagrożone wykluczeniem społecznym, a szczególnie osoby niepełnosprawne i ich rodziny, powstała w 2014 roku i mająca siedzibę we Wrocławiu.

## Historia
W czerwcu 2015 roku fundacja zorganizowała na Wydziale Prawa, Administracji i Ekonomii Uniwersytetu Wrocławskiego ogólnopolską konferencję naukową Nie widzę problemu - jakość życia osób z dysfunkcją narządu wzroku. Współorganizatorami byli: Instytut Nauk Ekonomicznych na Wydziale Prawa, Administracji i Ekonomii Uniwersytetu Wrocławskiego, Wydział Nauk o Zdrowiu Uniwersytetu Medycznego im. Piastów Śląskich we Wrocławiu. W 2015 jej projekt Akademia Piękna otrzymał dofinansowanie w ramach projektu: Dolnośląski Fundusz Małych Inicjatyw Fundacja Wspierania Organizacji Pozarządowych "UMBRELLA". Realizując projekt fundacja prowadziła warsztaty dla kobiet niepełnosprawnych z wizażu, autoprezentacji i komunikacji(2015). W 2016 roku przeprowadziła: we współpracy z Uniwersytetem Wrocławskim badanie jakości życia osób z dysfunkcjami narządu ruchu i psychicznymi, warsztaty Widzisz problem – pomagam (2016), a w czerwcu 2016 roku była współorganizatorem międzynarodowej konferencji Jakość życia Osób Niepełnosprawnych u progu XXI wieku.

## Prezesi
- Anna Krystyna Płuciennik od kwietnia 2015 roku[7]